# Boris Efimov
Pour les articles homonymes, voir Efimov et Friedland.
Boris Efimov (russe : Борис Ефимович Ефимов), né Boris Friedland le 28 septembre 1900 (11 octobre dans le calendrier grégorien), à Kiev, mort le 1er octobre 2008 à Moscou, est un dessinateur et caricaturiste russe, célèbre pour ses dessins au service de la propagande soviétique,,.

## Jeunesse
Boris Friedland naît à Kiev (alors dans l'Empire russe). Il est le deuxième fils d'un cordonnier juif. Peu après sa naissance, sa famille déménage à Białystok, où il grandit avec son frère aîné Mikhaïl (qui deviendra le fameux journaliste Mikhaïl Koltsov, tué par la police de Staline en 1940). Pendant la Première Guerre mondiale, sa famille fuit l'avancée des troupes allemandes et revient à Kiev, où il suit des études de droit. Il commence à dessiner des caricatures de politiciens, dont certaines sont publiées en 1919 et circulent dans l'Armée rouge de Kiev.

## Carrière
De 1920 à 1921, Efimov dessine des affiches et des brochures pour l'organisation communiste Agitprop, puis part à Moscou rejoindre son frère, qui travaille comme journaliste à la Pravda, et lui donne un emploi de dessinateur politique. Son talent artistique, principalement tourné contre "l'Ouest capitaliste", lui apporte la notoriété, et il commence à publier dans des titres comme les Izvestia, Krokodil et Ogonyok, un magazine créé par son frère Mikhail Koltsov (1898–1940).
En 1924, il publie son premier livre, Dessins politiques (russe : Политические карикатуры, Politicheskiye Karikatury), avec une préface de Trotsky, un choix dangereux en raison de l'antipathie de Staline pour ce dernier. Cela en désaccord avec son éditeur Yuri Steklov, qui paiera plus tard de sa vie de ne pas avoir retiré cette préface. À la fin des années 1920, Efimov se concilie Staline en représentant Trotsky comme un traître et un fasciste, malgré leur amitié.
En 1934-1938, il est rédacteur en chef  du magazine satirique Krokodil.
Avant et pendant la Seconde Guerre mondiale, ses caricatures de Hitler sont célèbres, et lui valent pendant la guerre une condamnation à mort par les nazis s'il était capturé.
Après la guerre, il se rend au procès de Nuremberg où il est chargé de caricaturer les accusés nazis. Il ridiculise ensuite les dirigeants occidentaux pendant la Guerre froide. Il devient le rédacteur en chef d'Agitprop, et collabore à la Pravda jusqu'aux années 1980. Il publie son autobiographie, Moi Vek, pour son centenaire, et vit à Moscou.
Boris Efimov reçoit le Prix Staline en 1950 et 1951, et est nommé Artiste du peuple de l'URSS en 1967.
Dans une interview en 2005 à la télévision russe, Efimov évoque ses souvenirs à Petrograd pendant la révolution de 1917, et explique avoir changé son nom pour dissimuler ses origines juives.
Le 28 septembre 2007, à son 107e anniversaire, il est nommé artiste en chef des Izvestia. En 2008, Efimov travaille toujours, à rédiger ses mémoires et à dessiner. Il est aussi actif dans la vie publique, participant à des commémorations et anniversaires.
Il meurt à Moscou le 1er octobre 2008, trois jours après avoir fêté ses 108 ans. Il passait pour être un des trois plus vieux juifs du monde à sa mort. Il n'est devenu pratiquant qu'à l'âge de 100 ans. Il est inhumé au cimetière de Novodevitchi.

## Distinctions
- Héros du travail socialiste (1990)
- Ordre de l'Honneur (2005)
- Ordre de Lénine
- Ordre de la Révolution d'Octobre
- Ordre du Drapeau rouge du Travail
- Ordre de l'Insigne d'honneur
- Médaille pour la Défense de Moscou
- Médaille pour la victoire sur l'Allemagne
- prix Staline (1950, 1951)
- prix d'État de l'URSS (1972)